# Лоринберг (Северна Каролина)
Лоринберг (енгл. Laurinburg) град је у америчкој савезној држави Северна Каролина.

## Демографија
По попису из 2010. године број становника је 15.962, што је 88 (0,6%) становника више него 2000. године.
| Група             | 2000.         | 2010.         |
| Белци             | 7.953 (50,1%) | 6.767 (42,4%) |
| Афроамериканци    | 6.835 (43,1%) | 7.470 (46,8%) |
| Азијати           | 120 (0,8%)    | 155 (1,0%)    |
| Хиспаноамериканци | 168 (1,1%)    | 326 (2,0%)    |
| Укупно            | 15.874        | 15.962        |